# いい歯の日
いい歯の日（いいはのひ）は、1993年（平成5年）に、日本歯科医師会によって制定された記念日。11月8日。「11（いい）8（歯）」の語呂合わせを元にしている。
同時に、「よ(4)い(1)歯(8)」の語呂合せを元に、4月18日を「よい歯の日」に制定した。

## 概要
6月4日の「むし歯予防デー」は昔から各地で行われていた。どちらかというと子供のむし歯を対象としたイベントであった。「子供達の様に学校で定期的な歯科検診を受けることのない、歯周病罹患率の高い大人やお年寄りなども広く対象とした、歯科啓蒙活動、歯科検診などを行うイベントができないだろうか」「年に1度、6月の春に行われる『むし歯予防デー』だけでは足りない」「秋頃にむし歯・歯周病など幅広いジャンルのイベントを行うべきだろう」と、25年前に十勝歯科医師会の会長だった林博道が提唱した。11月8日で『いい歯の日』、ゴロも良く、1985年（昭和60年）に十勝で『いい歯の日』が誕生した。